# День визволення України від фашистських загарбників
День визволення України від фашистських загарбників  — пам'ятний день, що відзначається в Україні щорічно 28 жовтня, в день остаточного вигнання військ нацистської Німеччини та її союзників під час Другої світової війни за межі сучасної території України.
Проте, Інститутом національної пам'яті зазначається необхідність послуговуватися юридично та науково виваженою термінологією.

## Історія
Під час Другої світової війни (1939—1945) на території України відбулося кілька ключових битв за визволення Європи від нацизму: у ході вигнання нацистських окупантів з України силами чотирьох Українських фронтів Червоної Армії, які налічували понад 2,3 млн вояків, протягом січня 1943 — жовтня 1944 було проведено низку наступальних операцій.
Завершилося вигнання нацистських окупантів з України повним витісненням угорських та німецьких військ із найзахіднішого регіону теперішньої України — Закарпаття, яке відбулося в результаті здійснення радянськими з'єднаннями Четвертого та Першого Українських фронтів Східно-Карпатської наступальної операції. 27 жовтня 1944 року було звільнено Ужгород, 28 жовтня радянські війська вийшли на сучасний кордон України.
День встановлений відповідно до Указу Президента України Віктора Ющенка від 20 жовтня 2009 № 836 року «…з метою всенародного відзначення визволення України від фашистських загарбників, вшанування героїчного подвигу і жертовності Українського народу у Другій світовій війні…».
Інститут національної пам'яті рекомендував замінити термін «визволення від фашистських загарбників» на «вигнання нацистських окупантів», зазначаючи, що після 28 жовтня 1944 року Україна не стала цілком вільною державою, а опинилася під радянським пануванням, що супроводжувалося, зокрема, масовими репресіями.

## Практика відзначення
У День «визволення» України від фашистських загарбників відбуваються вшанування ветеранів та полеглих у війні, виставки військової техніки, народні гуляння та святкові концерти.